# Ölkam
Ölkam ist eine Konskriptionsortschaft in Oberösterreich am Rande von Linz. Sie ist zwischen der Katastralgemeinde Mönchgraben des Stadtteils Ebelsbergs und der Katastralgemeinde Gemering, Gemeinde Sankt Florian geteilt.

## Geschichte
Aus dem Mittelneolithikum stammt die zweifache Kreisgrabenanlage von Ölkam, deren Tierknochenfunde auf einen ungewöhnlich hohen Anteil an Rothirsch in der Ernährung der jungsteinzeitlichen Bewohner schließen lassen.
Konskriptionsortschaften wie Ölkam wurden 1770 im Zuge der Schaffung eines neuen Rekrutierungssystems unter Maria Theresia geschaffen. Um die männlichen, christlichen Untertanen erfassen zu können, zogen Kommissionen durch das Land und gaben den Gebäuden in den einzelnen Ortschaften fortlaufende Hausnummern. Ölkam umfasste bei der Vergabe der Hausnummern 1771 23 Häuser, die ältesten der Häuser stammten zu diesem Zeitpunkt aus dem 14. Jahrhundert. 14 Häuser der Ortschaft Ölkam wurden von Sankt Florian nach Ebelsberg eingepfarrt, 1940 wurden bei einer neuerlichen Umpfarrung sieben weitere Gebäude der Pfarre Ebelsberg zugeschlagen.